# CPI das Americanas

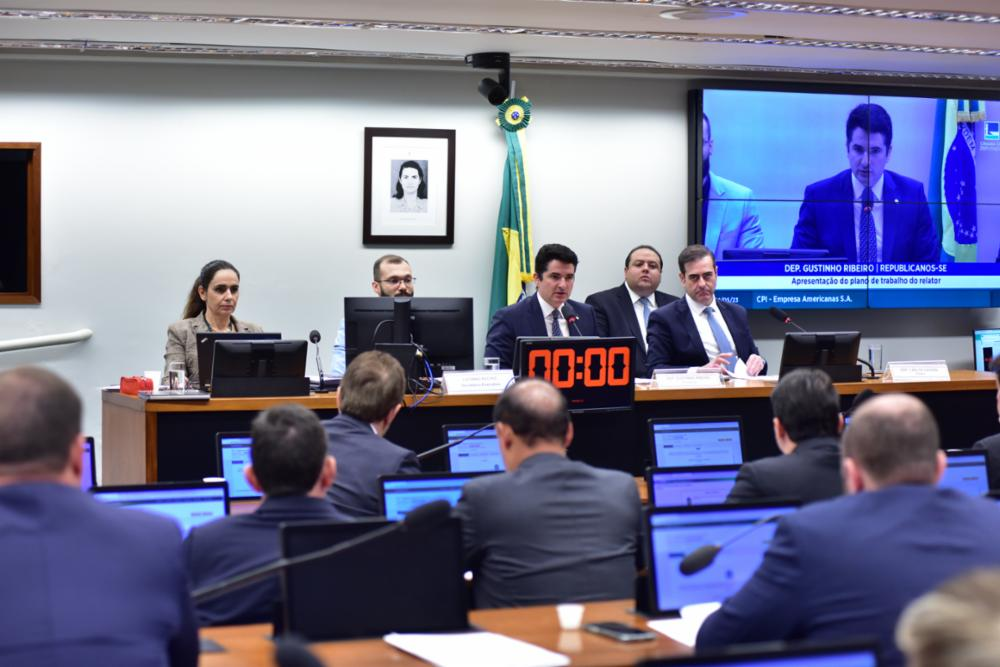
Sessão realizada no dia 24 de maio de 2023 para apresentação do plano de trabalho do relator

A CPI das Americanas (ou CPI da Americanas) foi uma Comissão Parlamentar de Inquérito (CPI) instaurada no Brasil em 17 de maio de 2023, com o objetivo de investigar as operações e práticas comerciais da empresa Americanas S.A., uma das maiores varejistas do país. Esta CPI, que finalizou suas atividades em 26 de setembro de 2023, foi uma resposta ao anúncio de inconsistências contábeis da empresa que chegam à ordem de R$ 25,2 bilhões.

## Contexto
A Americanas S.A. (anteriormente Lojas Americanas S.A. e B2W Digital S.A.) é uma empresa brasileira que atua principalmente no segmento de varejo. Em 11 de janeiro de 2023, a empresa revelou, através de Fato Relevante, um rombo de R$ 20 bilhões em seus balanços. O até então CEO Sergio Rial (que havia tomado posse do cargo 9 dias antes) e o Diretor Financeiro André Covre comunicaram saída imediata da companhia. 
O conselho de administração nomeou interinamente para o cargo de CEO e de Diretor de Relação com Investidores o diretor de Gente, João Guerra (que permaneceu no cargo até 15 de fevereiro de 2023 quando o atual CEO, Leonardo Coelho, foi eleito)  e, poucos dias depois, em 19 de janeiro de 2023, o pedido de Recuperação Judicial da companhia foi deferido pela 4ª Vara Empresarial da Comarca da Capital do Estado do Rio de Janeiro.  Os executivos e diretores das Americanas S.A. foram afastados de seus cargos em meio às apurações do ocorrido. 
Em 9 de fevereiro de 2023, o deputado André Fufuca (PP/MA) formalizou o pedido de abertura da CPI para investigar a crise das Americanas, após assinatura de 216 deputados. Esta comissão foi oficialmente iniciada em 17 de maio de 2023, com o período de duração previsto de 120 dias. 

## Integrantes

### Mesa Diretora
Composição da mesa diretora:
- Presidente: Dep. Gustinho Ribeiro (REPUBLICANOS/SE)
- 1.° Vice-presidente: Júnior Mano (PL/CE)
- 2.° Vice-presidente: Diego Coronel (PSD/BA)
- 3.° Vice-presidente: Alberto Mourão (MDB/SP)
- Relator: Carlos Chiodini (MDB/SC)

## Oitivas e Reuniões
Ao longo das atividades da comissão, diversas autoridades envolvidas nas investigações foram ouvidas, tais como os representantes da Comissão de Valores Mobiliários (CVM), representante da Polícia Federal, do Ministério Público Federal e do Banco Central do Brasil. Outras instituições também foram convidadas a contribuir por meio de audiência pública. Foram estas a Confederação Nacional dos Trabalhadores no Comércio e Serviços da CUT, Associação Brasileira de Investidores, Administrador Judicial, especialistas do mercado financeiro, representantes de instituições financeiras e as auditorias KPMG e PwC. 
Para que o tema pudesse ser compreendido, foram convocados também ex-diretores e ex-dirigentes da companhia, assim como o representante atual da Americanas, Leonardo Coelho. Outros requerimentos foram apresentados convocando instituições financeiras, membros do conselho e acionistas, entretanto, não houve participação dos últimos mencionados. 
As participações dos representantes de instituições regulamentadoras na CPI das Americanas tiveram um teor explicativo do funcionamento das suas atividades e os possíveis motivos pelos quais a fraude não foi identificada previamente.
Em 13 de junho de 2023, a Americanas S.A. divulgou ao mercado um Fato Relevante, informando que o que, até então, era conhecido como "inconsistências contábeis" se tratava, na verdade, de uma fraude contábil realizada pela diretoria anterior.  No mesmo dia, houve o depoimento do então CEO da companhia, Leonardo Coelho, que apresentou documentos, trocas de e-mails e mensagens que acusam ex-diretores de ocultar o real resultado financeiro da empresa do Conselho e Mercado.  
Um dos documentos divulgados é um suposto e-mail interno entre diretores da empresa com a demonstração de resultados de 2021. Esse balanço estaria com o título de “versão interna” e mostrava, entre outras coisas, um prejuízo operacional pelo Ebitda (lucro antes de juros, impostos, depreciação e amortização) de R$ 733 milhões para o ano. No entanto, o que teria sido divulgado ao mercado foi uma outra demonstração, denominada de “versão conselho”, com Ebitda positivo em R$ 2,9 bilhões. Esse foi, de fato, o Ebitda ajustado divulgado pela companhia na ocasião. 
Ainda em seu depoimento, Leonardo afirmou que a suposta fraude funcionava por meio da falsificação de contratos de verba de propaganda cooperada (VPC) e instrumentos similares. Esses incentivos comerciais usualmente utilizados no setor de varejo "teriam sido artificialmente criados para melhorar os resultados operacionais da companhia como redutores de custo, mas sem efetiva contratação com fornecedores", segundo a Americanas". 
Coelho informou aos deputados que os documentos de suporte ao VPC, as Cartas de Rateio, eram falsificadas dentro da Companhia, exibindo um suposto e-mail no qual um funcionário da Americanas adiciona mais uma carta que precisariam “gerar para auditoria”.  Além das operações fraudulentas de VPC, e como forma de gerar o caixa necessário para a continuidade das operações da empresa, a diretoria anterior da Americanas teria contratado "uma série de financiamentos nos quais a Companhia é devedora perante instituições financeiras, sem as devidas aprovações societárias, todas inadequadamente contabilizadas no balanço da companhia na conta fornecedores”, como publicado no Fato Relevante, no dia 13 de junho de 2023.  A indevida contabilização dessas operações de financiamento nos demonstrativos financeiros da Americanas não teria permitido a correta determinação do grau de endividamento da Companhia ao longo do tempo.  
Ainda no depoimento, as empresas de auditoria PwC e KPMG foram citadas por supostamente não terem apontado ressalvas e deficiências significativas nos processos auditados ao Conselho de Administração da Companhia, o que motivou a convocação delas para depor perante a CPI. 
A Comissão aprovou, assim, a convocação do ex-CEO da companhia, Miguel Gutierrez, e dos ex-diretores Fabio da Silva Abrate, José Timotheo de Barros, Marcio Cruz Meirelles, Marcelo da Silva Nunes, Flávia Pereira Carneiro e Anna Christina Ramos Saicali, com o objetivo de prestarem esclarecimentos sobre suas atividades e possível envolvimento na fraude. No entanto, a participação dos ex-diretores frustrou a comissão, devido às ausências e postergações comunicadas pouco antes ou durante as sessões, nas quais recorreram ao uso de Habeas Corpus, garantindo o direito de ficar em silêncio, para evitar responder às perguntas. 
Na data em que Miguel Gutierrez foi convocado a participar da CPI da Americanas na condição de testemunha, o ex-CEO não compareceu à sessão, alegando estar na Espanha (onde tem cidadania e residência) e que por razões médicas não poderia participar presencialmente, conforme descrito em atestado enviado por seus advogados à Comissão. 
Quando o relator já havia concluído o relatório da CPI, Gutierrez enviou uma carta, com sua versão, à Comissão. Contrariando outras versões apresentadas aos deputados, o ex-CEO disse que nunca teve conhecimento ou tolerou adulteração no balanço da companhia, se apresentando como “bode expiatório”. A Americanas refutou as declarações do ex-CEO da companhia, afirmando que o ex-dirigente “não contestou em nenhum momento os documentos e fatos apresentados à Comissão no dia 13 de junho”. 
Outra participação relevante foi a do ex-CEO, Sergio Rial, que assumiu a posição oficialmente na companhia no dia 02 de janeiro de 2023 e permaneceu por somente nove dias no cargo. Durante sua participação, Sergio Rial comentou sobre o momento em que tomou conhecimento da até então "inconsistência contábil", expressando surpresa ao descobrir o fato, e afirmou não ter notado indícios que evidenciariam a fraude ou possíveis participações do conselho de administração e de acionistas.  Em sua contribuição, Rial também sugeriu que o Brasil adote o mecanismo do “denunciante de boa-fé” ou “whistleblower”, que permite ao funcionário de uma empresa ser remunerado ao denunciar fraude na companhia.  

## Delações
Dois dos ex-diretores, Marcelo da Silva Nunes, ex-diretor financeiro, e Flavia Pereira Carneiro, ex-superintendente de controladoria, que ficaram em silêncio através do uso do Habeas Corpus durante suas respectivas participações na Comissão, firmaram um acordo de delação premiada com o Ministério Público Federal (MPF) do Rio de Janeiro, em meados de agosto. 
O conteúdo da delação corrobora com as provas apresentadas por Leonardo Coelho, no dia 13 de junho de 2023, apontando diretamente a ex-diretoria como os principais autores da fraude. 

## Relatório da Comissão
O relatório final da CPI das Americanas afirma não ter sido possível identificar de forma precisa os autores da fraude contábil bilionária, sugerindo a necessidade da realização de outras diligências e da coleta de elementos de prova mais robustos. O relator, Carlos Chiodini (MDB/SC), afirmou que apontar os supostos responsáveis pela fraude “resultaria em prováveis alegações de violação de direitos”, apesar de relatar que o conjunto probatório converge para o possível envolvimento do antigo corpo diretivo da companhia (ex-diretores e ex-executivos). 
Como resultado dos trabalhos da Comissão, foram sugeridas mudanças na legislação, como: 
1. Aprimoramento da sistemática de responsabilidade civil contra o administrador de sociedade anônima, da ação de reparação de danos contra acionistas controladores e auditores independentes de sociedade anônima, da divulgação de fatos relevantes e da devolução de bônus e vantagens condicionadas a desempenho da companhia na ocorrência de fraudes que alteraram esse desempenho e sobre a alteração do prazo de prescrição de ações;
2. Obtenção, pelos auditores independentes com registro na Comissão de Valores Mobiliários (CVM), no Banco Central do Brasil, inclusive por meio de acesso direto a sistemas de informações de crédito, de informações sobre operações de crédito contratadas pelas sociedades anônimas, sociedades de grande porte ou fundos de investimento por eles auditados em decorrência de lei ou ato normativo;
3. Tipificação do crime de infidelidade patrimonial;
4. Aprimoramento do sistema de proteção do informante de boa-fé.

O relatório final, protocolado no dia 04 de setembro, tinha votação prevista para o dia 19 de setembro de 2023, entretanto, deputados do PSOL, PT, PDT e PL se opuseram ao texto do relator e apresentaram relatórios alternativos. Apesar da apresentação desses relatórios alternativos, no dia 26 de setembro de 2023, quando se atingiu o prazo máximo da Comissão após sua prorrogação em 15 dias, o relatório final apresentado pelo relator, Carlos Chiodini (MDB/SC), foi aprovado por 18 votos favoráveis e 8 contrários, concluindo assim os trabalhos da CPI da Americanas. 